# Ljudmila Alexandrowna Meerwarth
Ljudmila Alexandrowna Meerwarth, geboren Lewina, (russisch Людмила Александровна Мерварт (Левина); * 25. Augustjul. / 6. September 1888greg. in St. Petersburg; † 9. September 1965 in Moskau) war eine russische bzw. sowjetische Ethnographin, Linguistin und Hochschullehrerin.

## Leben
Meerwarths Vater war der Arzt Alexander Michailowitsch Lewin, der zur Bekämpfung der Beulenpest 1897 nach Indien ging. Die Künstlerin Nina Kogan war ihre Cousine.
In St. Petersburg studierte Meerwarth in den Höheren Bestuschew-Kursen für Frauen in der Romanistik-Germanistik-Abteilung der Historisch-Philologischen Fakultät bei Friedrich Braun und Sergei Bulitsch (Abschluss 1910) und an der Kaiserlichen Universität St. Petersburg in der Orientalistik-Fakultät bei Sergei Oldenburg und Fjodor Schtscherbatskoi (Abschluss 1911).
Von 1914 während des Ersten Weltkriegs bis 1918 nach der Oktoberrevolution nahm Meerwarth mit ihrem Mann Alexander Michailowitsch Meerwarth (1887–1932) an der von der Kaiserlichen Akademie der Wissenschaften organisierten Expedition in Indien und auf Ceylon teil.
Nach der Rückkehr durch British Malaya nach Petrograd wurde Meerwarth 1924 wie auch ihr Mann Mitarbeiterin des Kunstkammer-Museums für Anthropologie und Ethnographie. Dort beschäftigte sie sich intensiv mit der malaiischen und der indonesischen Kultur. Die malaiische Sprache erlernte sie 1927 in Frankreich und den Niederlanden.
Am 8. Juli 1930 wurde Meerwarth verhaftet und am 8. August 1931 von einem OGPU-Kollegium zu 5 Jahren Lagerhaft verurteilt (Akademie-Affäre). Ihr Mann war am 13. Januar 1930 verhaftet worden und wurde am 8. August 1931 ebenfalls zu 5 Jahren Lagerhaft verurteilt. Er starb 1932 im Arbeitslager. Sie wurde 1935 freigelassen.
Im Mai 1936 wurde Meerwarth ohne Verteidigung einer Dissertation zur Kandidatin der philologischen Wissenschaften promoviert.
Nach dem Deutschen Angriffskrieg gegen die Sowjetunion organisierte Meerwarth 1945 den Unterricht der malaiischen (indonesischen) Sprache am Militärinstitut für Fremdsprachen in Stawropol und 1949 auch im Staatlichen Moskauer Institut für Internationale Beziehungen, wo sie bis 1959 lehrte. Sie veröffentlichte Handbücher zur indonesischen Sprache und Literatur. In ihren letzten Jahren widmete sie sich der Übersetzung. Sie war Ehrenmitglied des französischen Institut International d'Anthropologie und Korrespondierendes Mitglied des niederländischen Königlichen Instituts für Sprachen-, Länder- und Völkerkunde.
Die Austronesistin Natalja Alijewa war eine Schülerin Meerwarths.